# 上海財経大学駅
座標: 北緯31度18分36.14秒 東経121度29分29.72秒 / 北緯31.3100389度 東経121.4915889度
上海財経大学駅（しゃんはいざいけいだいがく）は、中華人民共和国上海市楊浦区五角楊街道政立路、武川路と国権北路の交差点にある、上海軌道交通18号線の地下駅。
南側に上海財経大学がある。将来的に20号線との乗換駅になる予定である。

## 駅構造
島式ホーム1面2線の地下駅で、出口は5箇所ある。

## 駅出口
上海財経大学の武川路地下道は駅舎と同時に建設され、校内と駅が直接アクセスしている（通行には身分証明書が必要）。この通路は2、3号出口に繋がっている。
- 1号出口 - 武川路
- 2号出口 - 上海財経大学（校内）
- 3号出口 - 上海財経大学（校内）
- 4号出口 - 政立路
- 5号出口 - 国権北路

## 駅周辺
- 上海財経大学

## 隣の駅
上海軌道交通
 18号線
殷高路駅 - 上海財経大学駅 - 復旦大学駅